# Les na dolíku
Les na dolíku je přírodní památka na území obce Vysočina v okrese Chrudim. Oblast spravuje AOPK ČR, RP Správa CHKO Žďárské vrchy. Předmětem ochrany je meandrující potok v lesním porostu s výskytem dřípatky horské (Soldanella montana).

## Galerie

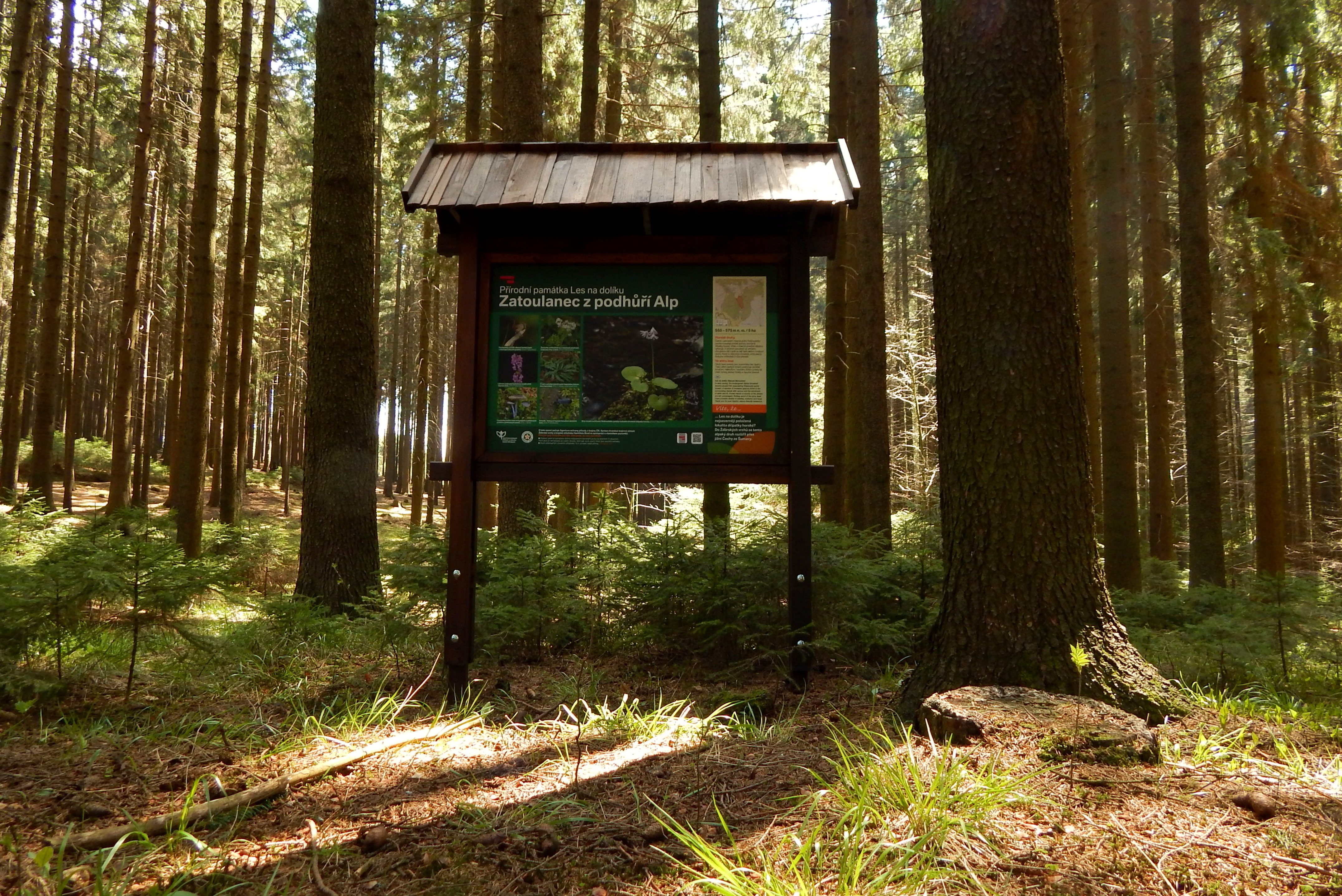
Naučná tabule
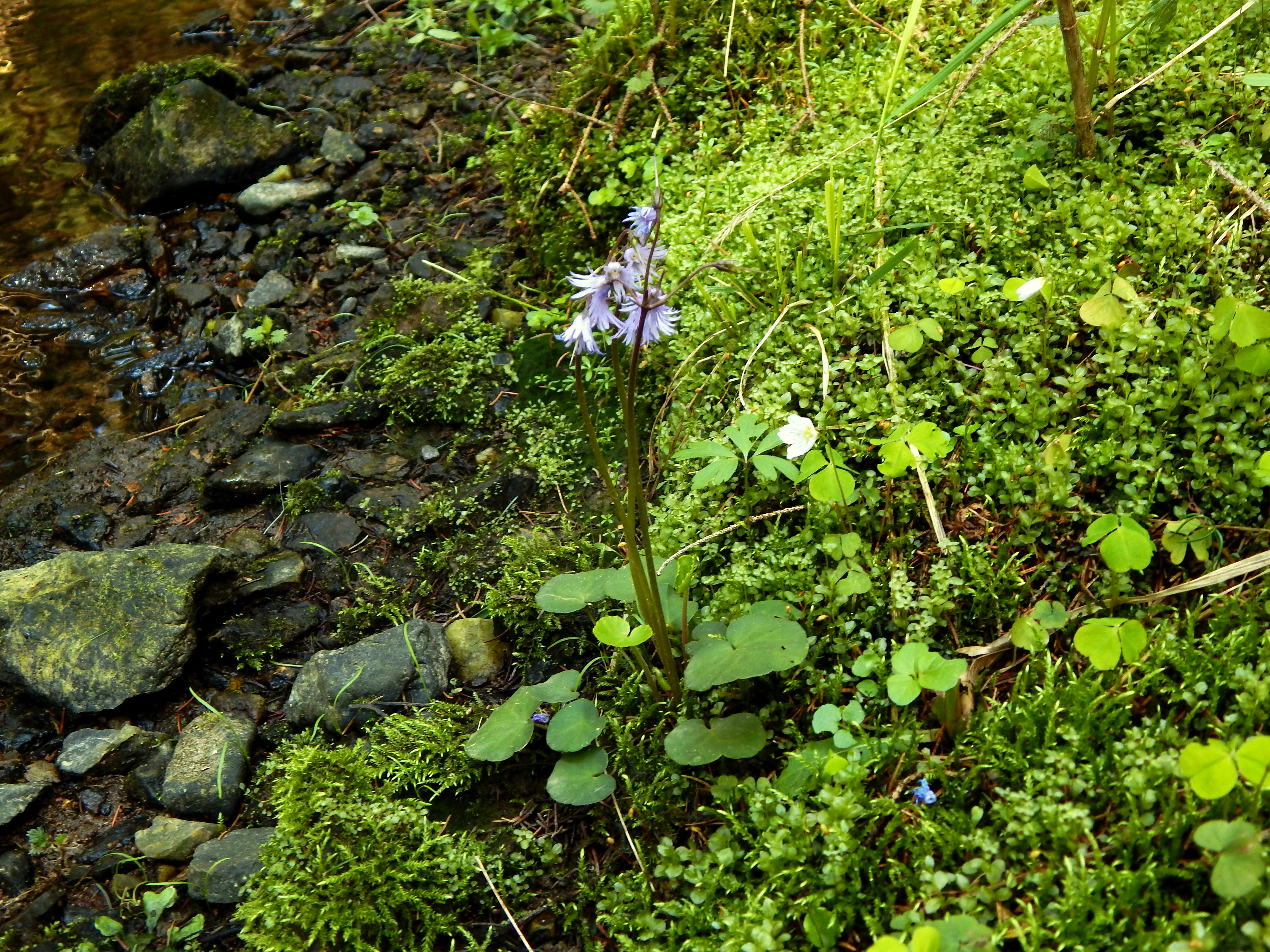
Dřípatka horská v chráněném území
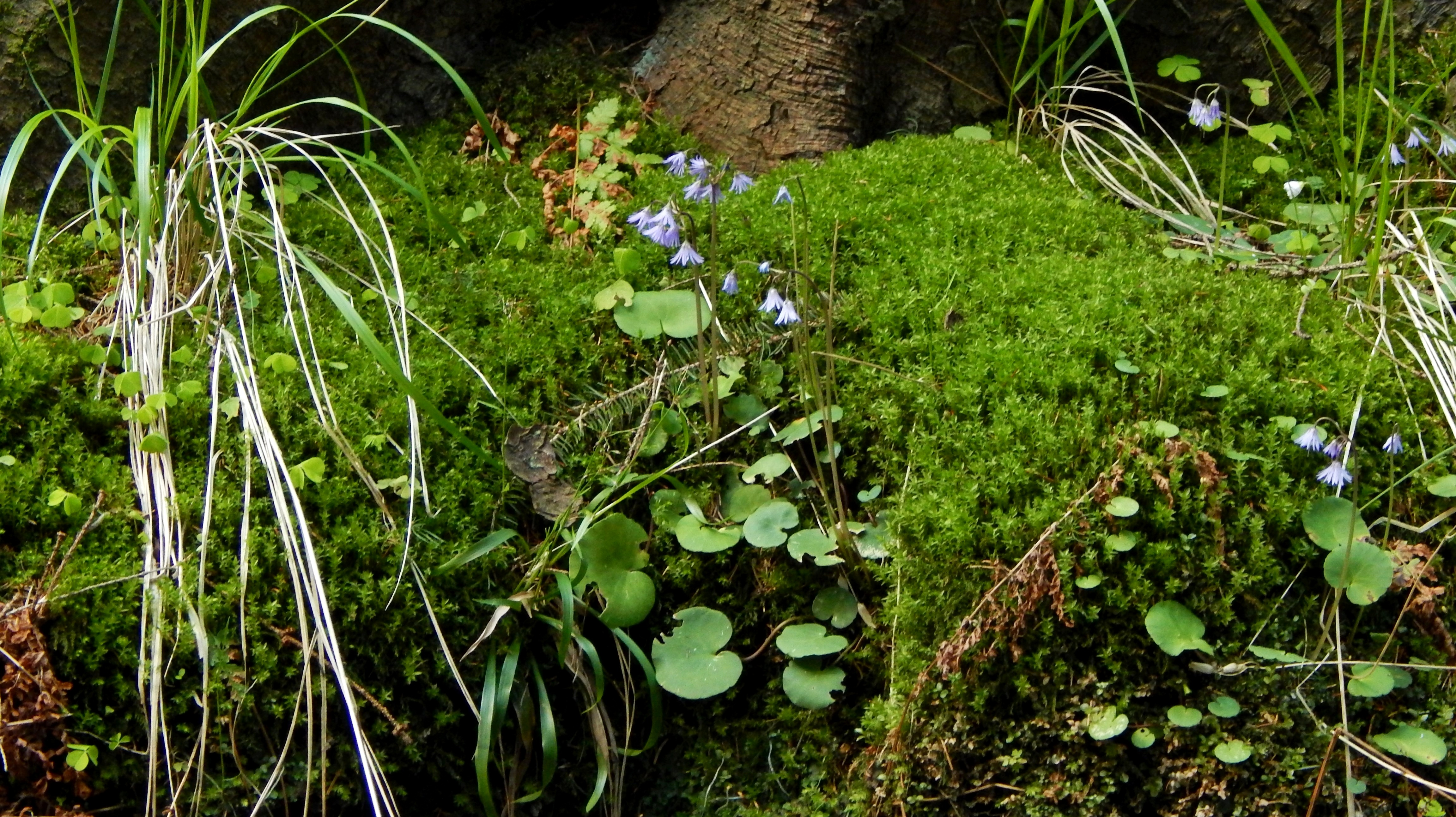
Dřípatky horské v chráněném území